# 데이터 유출
데이터 유출(Data breach)은 민감한 데이터, 보호되는 데이터 또는 기밀 데이터를 무단으로 개인이 복사, 전송, 확인, 도난, 변경하거나 사용하는 보안 위반이다. 다른 용어로는 의도하지 않은 정보 공개, 정보 유출이 있다. 사고의 범위는 개인적 이득이나 악의(블랙햇)를 위해 해킹하는 개인의 공동 공격, 조직범죄, 정치 운동가 또는 국가 정부에서부터 부실하게 구성된 시스템 보안 또는 중고 컴퓨터 장비나 데이터 저장 매체의 부주의한 폐기에 이르기까지 다양하다. 유출된 정보는 국가 안보를 위협하는 문제부터 정부나 공무원이 부끄럽다고 생각하고 숨기고 싶어하는 행위에 대한 정보까지 다양하다. 일반적으로 정치적 목적을 위해 정보에 접근하는 사람에 의한 고의적인 데이터 침해는 "누출"로 더 자주 설명된다.
데이터 침해에는 신용카드 및 직불카드 세부정보, 은행 세부정보, 개인 건강 기록(PHI), 개인 식별 정보(PII), 기업의 영업 비밀 또는 지적 재산과 같은 금융 정보가 포함될 수 있다. 데이터 침해에는 파일, 문서, 민감한 정보 등 과다 노출되고 취약한 구조화되지 않은 데이터가 포함될 수 있다.
데이터 유출은 직접적인 비용(교정, 조사 등)과 간접적인 비용(평판 훼손, 손상된 데이터 피해자에게 사이버 보안 제공 등)으로 인해 조직에 상당한 비용을 초래할 수 있다.
비영리 소비자 단체인 프라이버시 라이츠 클리어링하우스(Privacy Rights Clearinghouse)에 따르면 민감한 데이터가 실제로 노출되지 않은 것으로 보이는 사건을 제외하고 2005년 1월부터 2008년 5월 사이에 미국에서 민감한 개인 정보가 포함된 총 227,052,199개의 개인 기록이 보안 위반에 연루되었다.
많은 관할권에서는 데이터 침해를 당한 회사가 고객에게 알리고 가능한 부상을 해결하기 위한 다른 조치를 취하도록 요구하는 데이터 침해 통지법을 통과시켰다. 미국의 50개 주에는 어떤 형태로든 데이터 침해 통지법이 있으며, "개인 정보"를 구성하는 요소에 대한 정의는 다양하다. 따라서 미국에서는 더욱 투명하고 포괄적인 데이터 보호법이 필요하다. 특히 다양한 주법과 수집되는 민감한 데이터의 양이 증가함에 따라 더욱 그렇다.

## 같이 보기
- 감시 자본주의